# Rogue (épisode de Doctor Who)
Pour les articles homonymes, voir Rogue.
Rogue est le sixième épisode de la nouvelle Saison 1 de la série télévisée britannique Doctor Who diffusé le 8 juin 2024 sur BBC One et Disney+.

## Distribution
- Ncuti Gatwa (VFB : Maxime Van Santfoort) : Quinzième Docteur
- Millie Gibson (VFB : Marie Braam) : Ruby Sunday
- Michelle Greenidge (VFB : Bernadette Mouzon) : Carla Sunday
- Paul Forman (VFB : Laurent Bonnet) : Lord Barton
- Indira Varma (VFB : Nathalie Hugo) : La Duchesse de Pemberton
- Jonathan Groff (VFB : Quentin Minon) : Rogue
- Camilla Aiko (VFB : Léna Ikeda) : Emily Beckett
- Maxim Ays : Lord Galpin
- Nancy Brabin-Platt : Miss Talbot
- David Charles : Mr Price
- Debra Baker : Gouvernante
- Ashley Campbell : Majordome
- Susan Twist : Un Portrait
- Richard E. Grant : le docteur Shalka

## Accroche
Le Docteur et Ruby débarquent en 1813, où les invités d'une fête de la Duchesse sont assassinés, et un mystérieux chasseur de primes appelé Rogue est sur le point de changer la vie du Docteur pour toujours.

## Résumé
Le Docteur et Ruby arrivent à un bal en 1813. Le Docteur rencontre un mystérieux chasseur de primes nommé Rogue, et les deux hommes sortent pour se parler. Pendant ce temps, Ruby trouve une femme nommée Emily et interrompt accidentellement une confession d'amour entre elle et Lord Barton. Ruby réconforte Emily, tandis que le Docteur et Rogue découvrent le cadavre de la Duchesse de Pemberton.
Rogue capture le Docteur et le piège dans un dispositif de scellement sur son vaisseau. Rogue scanne le Docteur, le croyant être un Chuldur, membre d'une race d'humanoïdes ressemblant à des oiseaux qui changent de forme. Rogue menace d'envoyer le Docteur dans un incinérateur, mais il parvient à convaincre Rogue de l'épargner en lui montrant sa biologie de Seigneur du Temps. Le Docteur reconfigure le dispositif de scellement de Rogue pour envoyer le Chuldur dans une dimension alternative afin que Rogue ne le tue pas, tout en offrant également à Rogue l'opportunité de voyager avec lui.
Ruby et Emily découvrent le cadavre d'une femme de ménage et retrouvent le Docteur et Rogue. Le Docteur en déduit que, comme Ruby, les Chuldurs sont fans de Bridgerton et peuvent être attirés par le scandale. Le Docteur demande en conséquence à Rogue de danser et organise une dispute avec lui, Rogue professant son amour et offrant une bague. Le couple s'en va en trombe dans le cadre de l'acte, provoquant le suivi de la Duchesse de Pemberton et du Lord Barton.
Le Docteur et Rogue se rendent compte qu'il y a en fait quatre Chuldurs et pas un seul, et les fuient. Ils reconfigurent le dispositif de scellement de Rogue pour tenir compte de plus de Chuldurs. Emily se révèle être une Chuldur et tue et se transforme en Ruby. Le Docteur interrompt le mariage simulé des Chuldurs et utilise le dispositif de scellement sur eux. Ruby révèle qu'elle a pu échapper à Emily, mais qu'elle est incapable d'échapper au sceau.
Rogue arrive et frappe Emily dans le sceau. Rogue embrasse le Docteur, mais lui vole également l'appareil utilisé pour activer le sceau. Rogue saute dans le sceau en repoussant Ruby en dehors. Rogue demande au Docteur de le retrouver alors que lui et les Chuldurs sont envoyés dans une dimension alternative inconnue.
Le Docteur envoie le vaisseau de Rogue en orbite autour de la lune et dit à Ruby qu'il ne serait pas possible de trouver Rogue en raison du nombre infini de dimensions alternatives. Il met la bague de Rogue avant de partir.

## Continuité
- Un portrait dans la maison de la défunte mère du duc ressemble à celle d'une femme que le Docteur et Ruby ont vue tout au long de cette saison, à commencer par : « L'église de Ruby Road ». Le Docteur et Ruby ont noté ce schéma, comme indiqué dans « Œil et Cerveau Bulle » et par la Ruby venant d'une autre chronologie dans « 73 Yards ».
- Le Docteur dit qu'il a déjà rencontré des métamorphes. Ceux-ci incluent sa Neuvième incarnation et Douzième incarnation rencontrant les Raxacoricofallapatoriens dans « L'Humanité en péril » (2005) et les Zygons dans « Vérité ou conséquences » (2015) et sa Dixième incarnation rencontrant l'Abzorbaloff dans « L.I.N.D.A »  (2006) et le Plasmavore dans « La Loi des Judoons » (2007).
- Le Docteur rejette une fois de plus l'idée que l'on raccourci son prénom en "Doc", comme on le voit dans « The Time Meddler », « The Five Doctors », « The Twin Dilemma » et « The Ultimate Foe ». Pourtant le Treizième Docteur permettait régulièrement à Graham O'Brien de l'appeler ainsi au cours de leurs aventures, comme dans « Le Monument Fantôme », « Kerblam ! », « La Chute des espions, partie 1 », « La Chute des espions, partie 2 » et « Le Pouvoir du Docteur ».
- Le Docteur qualifie le vaisseau de Rogue de "bazar". Wilfred Mott a déjà dit une chose similaire du TARDIS du Dixième Docteur dans « La Prophétie de Noël » (2009).
- Rogue plaisante sur le gadget du Docteur, le tournevis sonique, en disant qu'il avait besoin d'un tournevis pour monter son étagère. Cette blague a déjà été faite par River Song dans « L'Impossible Astronaute, deuxième partie » et son incarnation du Docteur de la Guerre dans « Le Jour du Docteur ».
- Le Quinzième Docteur utilise à nouveau son papier psychique, vu pour la dernière fois dans « L'église de Ruby Road ».
- Rogue mentionne qu'il a un nouveau patron. Beep the Meep servait également sous les ordres d'un patron dans l'épisode « La Créature stellaire » (2023).
- Rogue confond à tort le Docteur avec son ennemi en raison de son ADN extraterrestre révélant qu'il peut changer de forme ; le Dixième Docteur a également été identifié à tort comme la mauvaise cible en raison de son origine extraterrestre par les Judoons dans le premier épisode de la saison 3 (2007) : « La Loi des Judoons ».
- Pour prouver qu'il est un Seigneur du Temps à Rogue, des images des incarnations précédentes du Docteur apparaissent, en commençant par le Quatorzième Docteur car il était sa régénération la plus récente « Le Fabricant de Jouets » (2023). Les autres incarnations présentées incluent le Treizième Docteur, le Douzième Docteur, le Onzième Docteur, le Dixième Docteur, le Neuvième Docteur, le Docteur de la guerre, le Huitième Docteur, le Septième Docteur, le Sixième Docteur, le Cinquième Docteur, le Quatrième Docteur, le Troisième Docteur, le Deuxième Docteur, le Premier Docteur et le Docteur Fugitif. De plus, une version du Docteur de Scream of the Shalka était également visible, bien qu'aucun épisode ne les ait jamais formellement établis comme une incarnation du Docteur auparavant problablement lié avec la Grande Intelligence sous l'apparence du Dr Simeon issue de l'épisode de Noël 2012. « La Dame de glace » où il s'est dispersé dans sa ligne temporelle au cours de l'épisode final de la saison 7 tous deux avec le Onzième Docteur, « Le Nom du Docteur » (2013).
- En VO, le Quinzième Docteur se présente comme un "Lord Of Time" au lieu d'un "Time Lord". Le Dixième Docteur s'est une fois appelée "Lord Of Time" dans « La Cheminée des temps » (2006).
- Le Docteur révèle que sa planète natale, Gallifrey, est une "planète qui a totalement disparu", rappelant sa destruction dans la dernière grande guerre du temps « À la croisée des chemins » (2005) et, plus récemment, sa destruction dans « Les Enfants intemporels » (2020).
- Le TARDIS émet une fois de plus un mystérieux gémissement, dont le Docteur plaisante en disant qu'il souffre d'indigestion. Il pensait auparavant que c'était parce qu'il était endommagé dans « Aux Confins de l'Univers » et « L'Accord du Diable ».
- Le Docteur qualifie Ruby comme étant sa meilleure amie. Il a déjà dit cela à propos de Donna Noble dans « La Prophétie de Noël » (2009-2010).
- Rogue attrape la main du Docteur et s'exclame "Courez !", ce qui amène le Docteur à plaisanter en disant que c'est généralement lui qui fait cela, se rappelant des moments où il l'a fait, comme dans les épisodes : « Rose », « La Loi des Judoons », « Le Retour de Donna Noble » et « La Fille du Docteur ».
- Le Docteur se souvient d'une conversation avec Carla Sunday au sujet de la promesse de garder Ruby en sécurité, faisant écho à des conversations similaires que le Neuvième Docteur a eues avec Jackie Tyler au sujet de la sécurité de sa fille Rose alors qu'elle voyageait avec le Docteur dans « L'Humanité en péril » (2005) et « Troisième Guerre mondiale » (2005).
- Ruby rappelle au Docteur qu'elle a rencontré des bébés de l'espace dans « Les Bébés de l'Espace », que sa mère est Carla Sunday et sa grand-mère est Cherry Sunday, comme établi dans « L'église de Ruby Road » et qu'elle a le capacité à générer de la neige, comme démontré dans « Les Bébés de l'Espace », « L'Accord du Diable » et « BOUM ».
- Le Docteur embrasse Rogue, un autre homme, ce que sa Neuvième incarnation a fait avec Jack Harkness dans « À la croisée des chemins » (2005) et sa Onzième incarnation a fait avec Rory Williams dans « Des dinosaures dans l’espace » (2012).